# 第五台廣播公司
第五台廣播公司（Channel Five Broadcasting Limited）是英國的一家媒體企業，由美國媒體企業派拉蒙全球全資控股。該公司是英國第五台的所有者。2014年，維亞康姆以4.5億英鎊的價格收購第五台廣播公司。
2008年6月26日，第五台廣播公司推出VOD服務My5。

## 外部連結
- 官方网站
- my5.tv （页面存档备份，存于） — video-on-demand service